# کرم تریشین
کرم تریشین ( Trichinae) یک کرم لوله‌ای است.این کرم به کرم خوک معروف است و از طریق خوردن گوشت آلودهٔ خوک، خرس و گراز منتقل می‌شود. انسان میزبان بن‌بست این کرم است و از طریق مدفوع منتقل نمی‌شود. در دو سه روز اول به علت جفت گیری کرم ها اسهال شدید و التهاب مخاط وجود دارد ولی یک تا دو هفته بعد لارو به خون و عضلات مهاجرت می‌کند و باعث تورم اطراف چشم و درد شدید عضلانی و لکه خون مرده و قهوه ای زیر ناخن می‌شود و بعد از ۸ ماه لارو ها کلسیفیه می‌شوند و اکثرا بهبود پیدا می‌کند و در این مرحله لاغری و کیست مشاهده می‌گردد.

## چرخه
در بیشتر مناطق دنیا وجود دارد و از طریق خوک و موش می‌تواند به سایرین منتقل شود. معمولاً لارو کرم تریشین در داخل بافت عضلانی حیواناتی چون خوک و موش وجود دارد. انسان پس از مصرف گوشت خوک آلوده، این انگل را وارد رودهٔ باریک خود ساخته و پس از مدتی از طریق مدفوع خود کرم‌های نر را خارج می‌سازد. سایر کرم‌های باقی‌مانده از طریق خون به سایر اعضای بدن انتقال یافته و به ویژه در عضلات جدار شکم و زبان و حنجره کوچ می‌کنند و در داخل عضلات ایجاد تورم و کیست ‌آهکی می‌کنند.
پستاندارانی همچون گربه، سگ، روباه، خوک و گراز نیز معمولاً پس از خوردن گوشت موش یا سایر حیوانات آلوده، به این بیماری مبتلا می‌شوند. انسان هم ممکن است با مصرف گوشت خوک یا گوشت گراز به این بیماری دچار شود. در کشورهای اسلامی که از گوشت خوک استفاده نمی‌کنند شیوع این بیماری نادر است اما در اروپا و آمریکای جنوبی، شیوع این بیماری تا حدود ۱۲ درصد جمعیت انسانی است. زیرا پختن کامل گوشت یا انجماد گوشت به خوبی صورت نمی‌گیرد.

## نشانه‌های بالینی
تب ، تهوع ، استفراغ ، تعرق شدید، دردهای شکمی، اسهال ساده، اسهال خونی، تپش قلب، بلع دردناک، بی‌حالی، لاغری شدید، تورم شدید دست و پا و کاهش فشار خون از نشانه‌های ابتلا به این بیماری به شمار می‌روند.

## عوارض
تب، تهوع، اسهال، قولنج، عوارض ریوی، عوارض قلبی، مغزی، چشمی یا حتی مرگ از عوارض ابتلا به این بیماری است. تعداد مرگ و میر در بیماران مبتلا حتی به ۵ درصد نیز می‌رسد.

## تشخیص
بیوپسی عضله و کشف لارو تریشین ، تستهای سرولوژی و خونی.باید از تست پوستی باخمن برای تشخیص در دو هفته اول استفاده کرد.

## درمان
تیابندازول ، مبندازول ، کورتون با دوز بالا به ویژه در مواردی که لارو کرم به عضلات حمله کند و علائم بالینی شدیدی رخ دهد ضرورت دارد ( گاهی نیز این بیماری خود به خود بهبود می‌یابد و درمان بیشتر جنبه نگهدارنده را دارد).

## پیشگیری
پختن گوشت خوک با دمای ۷۷ درجه سانتی گراد به مدت نیم ساعت یا منجمد کردن گوشت خوک برای حدود ۴۵ روز در فریزر با دمای ۱۵ درجه زیر صفر می‌تواند سبب نابودی انگل تریشین شود. مراقبت‌های بهداشتی و نظارت بر عملکرد کشتارگاه‌ها نیز ضرورت دارد.